# 阿馬圖拉
03°21′50″S 68°11′52″W / 3.36389°S 68.19778°W

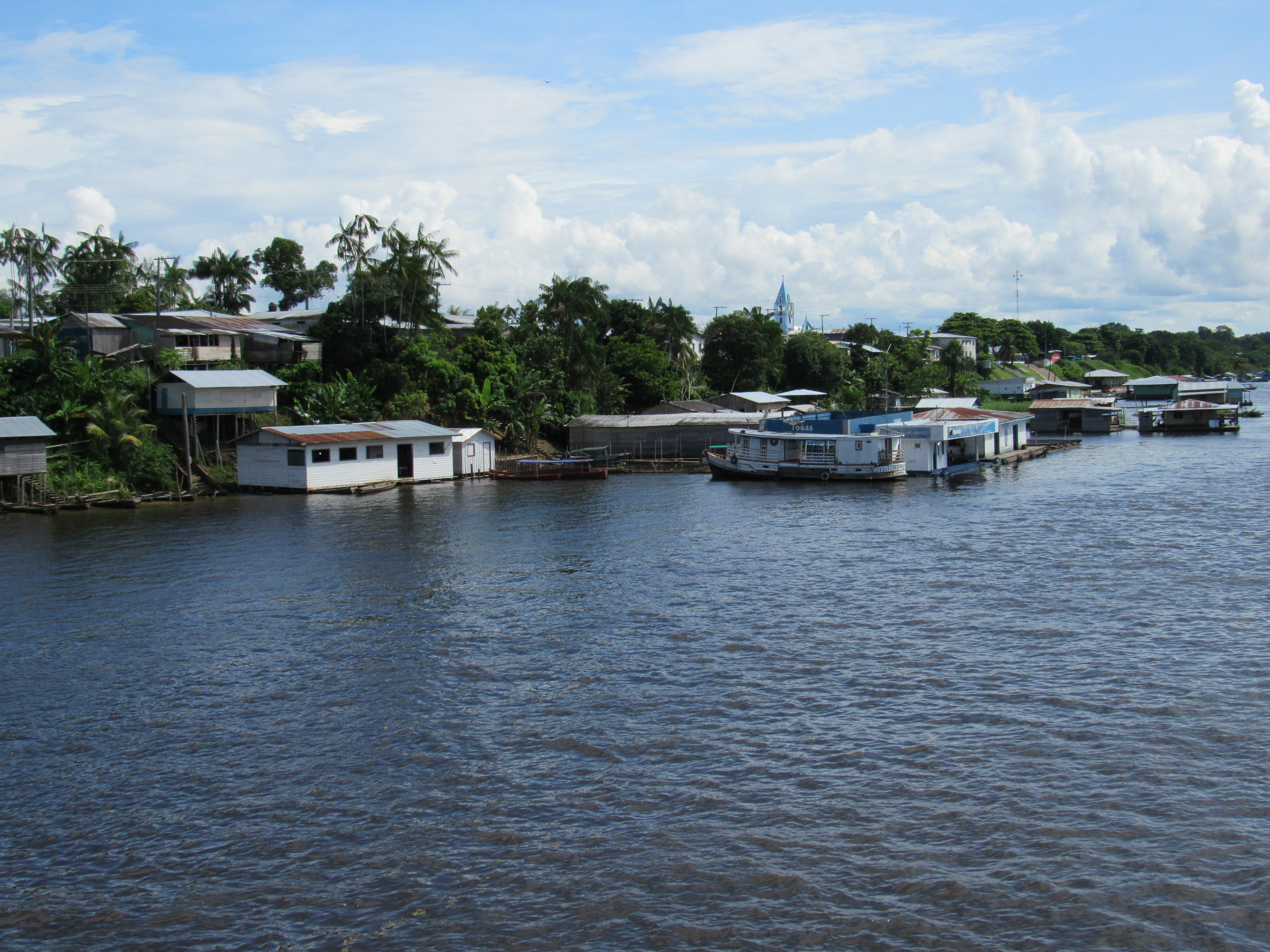
阿馬圖拉

阿馬圖拉（葡萄牙語：Amaturá）是巴西的城鎮，位於該國北部，由亞馬遜州負責管轄，始建於1987年，面積4,759平方公里，海拔高度58米，2014年人口10,644，人口密度每平方公里2.24人。